# Eysson
Eysson est une commune française située dans le département du Doubs, la région culturelle et historique de Franche-Comté et la région administrative Bourgogne-Franche-Comté.
Les habitants d'Eysson sont appelés les Eyssonais et Eyssonaises.

## Géographie

### Toponymie
Essun en 1188 ; Aysson en 1248 ; Asson en 1330 ; Aisson en 1342 ; Heisson à la fin du XIVe siècle ; Heusson au XVe siècle ; Aissun en 1688 ; Aisson en 1720.
La commune d'Eysson se situe à mi plateau du massif du Jura, au nord-ouest de Vercel. Elle est limitée à l'est par la prolongation du mont de Vercel, et à l'ouest par la petite cluse de Creuse. On trouve dans cette cluse, en amont du moulin de Creuse, la source de l'Audeux, au lieu-dit la Conche. Cette source est une exsurgence, qui prend les teintes mystérieuses d'une petite "source bleue". Le territoire de la commune est essentiellement couvert de pâturages et de forêts de hêtres. L'emplacement du village est toujours resté le même, comme en témoignent les appellations de deux quartiers : Derrière la Ville et Le Faubourg.

### Climat
Pour des articles plus généraux, voir Climat de la Bourgogne-Franche-Comté et Climat du Doubs.
En 2010, le climat de la commune est de type climat de montagne, selon une étude du Centre national de la recherche scientifique s'appuyant sur une série de données couvrant la période 1971-2000. En 2020, Météo-France publie une typologie des climats de la France métropolitaine dans laquelle la commune est dans une zone de transition entre le climat semi-continental et le climat de montagne et est dans la région climatique  Jura, caractérisée par une forte pluviométrie en toutes saisons (1 000 à 1 500 mm/an), des hivers rigoureux et un ensoleillement médiocre. 
Pour la période 1971-2000, la température annuelle moyenne est de 8,4 °C, avec une amplitude thermique annuelle de 16,8 °C. Le cumul annuel moyen de précipitations est de 1 348 mm, avec 13,2 jours de précipitations en janvier et 11 jours en juillet. Pour la période 1991-2020, la température moyenne annuelle observée sur la station météorologique de Météo-France la plus proche, « Adam-lès-Vercel », sur la commune d'Adam-lès-Vercel à 4 km à vol d'oiseau, est de 9,8 °C et le cumul annuel moyen de précipitations est de 1 510,7 mm. 
La température maximale relevée sur cette station est de 38,4 °C, atteinte le 24 juillet 2019 ; la température minimale est de −22,9 °C, atteinte le 2 mars 2005,,. 
Les paramètres climatiques de la commune ont été estimés pour le milieu du siècle (2041-2070) selon différents scénarios d'émission de gaz à effet de serre à partir des nouvelles projections climatiques de référence DRIAS-2020. Ils sont consultables sur un site dédié publié par Météo-France en novembre 2022.

## Urbanisme

### Typologie
Au 1er janvier 2024, Eysson est catégorisée commune rurale à habitat dispersé, selon la nouvelle grille communale de densité à 7 niveaux définie par l'Insee en 2022.
Elle est située hors unité urbaine. Par ailleurs la commune fait partie de l'aire d'attraction de Valdahon, dont elle est une commune de la couronne,. Cette aire, qui regroupe 22 communes, est catégorisée dans les aires de moins de 50 000 habitants,.

### Occupation des sols
L'occupation des sols de la commune, telle qu'elle ressort de la base de données européenne d’occupation biophysique des sols Corine Land Cover (CLC), est marquée par l'importance des territoires agricoles (59,8 % en 2018), une proportion identique à celle de 1990 (59,8 %). La répartition détaillée en 2018 est la suivante : 
zones agricoles hétérogènes (41,9 %), forêts (40,2 %), prairies (17,9 %). L'évolution de l’occupation des sols de la commune et de ses infrastructures peut être observée sur les différentes représentations cartographiques du territoire : la carte de Cassini (XVIIIe siècle), la carte d'état-major (1820-1866) et les cartes ou photos aériennes de l'IGN pour la période actuelle (1950 à aujourd'hui).

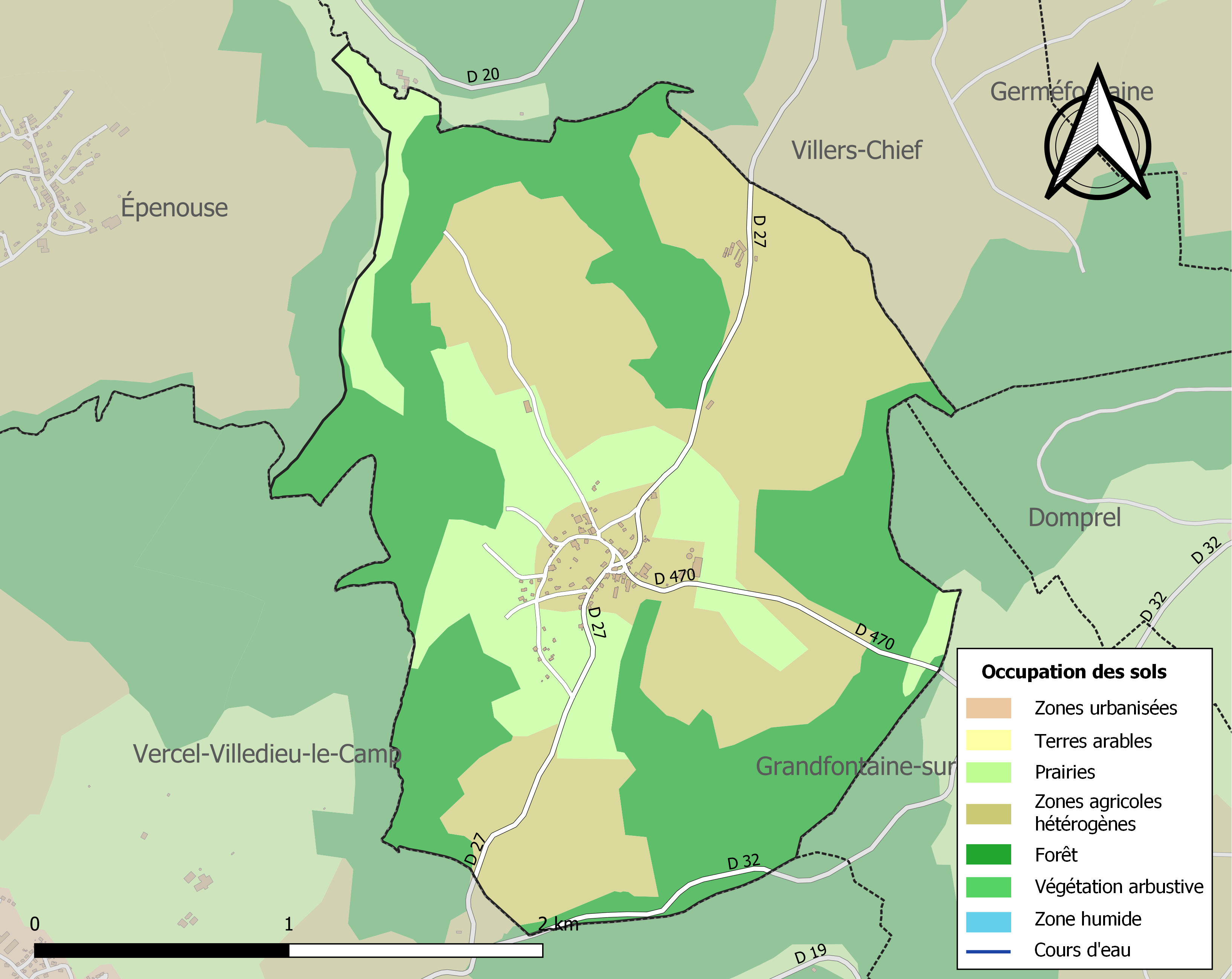
Carte des infrastructures et de l'occupation des sols de la commune en 2018 (CLC).

## Histoire
L’histoire d’Eysson est liée à la fondation d’un prieuré, dont une première installation daterait du VIIIe ou IXe siècle. On sait avec certitude qu’une communauté de moines bénédictins de Cluny s’installe à la fin du Xe siècle, en lien avec le prieuré de Morteau. Jusqu’à la Révolution française, les habitants d’Eysson resteront sujets du prieur de Morteau. Les droits et devoirs des habitants d’Eysson à l’égard du prieur de Morteau sont décrits dans un texte de 1188, conservé aux archives départementales du Doubs.
On ne sait rien du prieuré d’Eysson. Il en reste toutefois le beau chevet roman de l’église, du XIIe siècle. L’église Saint-Georges d’Eysson porta le titre d’église-mère, jouissant d’une grande considération dans la région. La paroisse s’étendit sur les villages environnants de Grandfontaine, Domprel, La Sommette, Plaimbois-Vennes, et le curé d’Eysson nommé à la cure de Passonfontaine.

La paroisse était suffisamment importante pour que la charge de bailli d’Eysson, collecteur de l’impôt pour le prieur de Morteau, fut recherchée. En 1532, c’est Antoine Vernerey, également bailli de la seigneurie de Cicon, qui tint cette charge. Sa maison, toujours visible à Passonfontaine, est une preuve des revenus qu’il en retirait.

Eysson eut une école dès le XVIe siècle.

Le village fut sans doute ravagé par les mercenaires suédois de Louis XIII en 1641.

Ses habitants prirent part, durant la Révolution française, à la « petite Vendée » des paysans du Haut-Doubs, cachant des prêtres réfractaires à la constitution civile du clergé. Plusieurs habitants furent emprisonnés.

## Politique et administration
| Période                                  | Période                     | Identité                                        | Étiquette | Qualité     |
| ---------------------------------------- | --------------------------- | ----------------------------------------------- | --------- | ----------- |
| mars 2001                                | 2008                        | France-Lise Mazzoleni                           |           |             |
| mars 2008                                | En cours (au 1er juin 2020) | Hervé Bouhelier, Réélu pour le mandat 2020-2026 | DVD       | Agriculteur |
| Les données manquantes sont à compléter. |                             |                                                 |           |             |

## Démographie
L'évolution du nombre d'habitants est connue à travers les recensements de la population effectués dans la commune depuis 1793. Pour les communes de moins de 10 000 habitants, une enquête de recensement portant sur toute la population est réalisée tous les cinq ans, les populations de référence des années intermédiaires étant quant à elles estimées par interpolation ou extrapolation. Pour la commune, le premier recensement exhaustif entrant dans le cadre du nouveau dispositif a été réalisé en 2004.

En 2022, la commune comptait 123 habitants, en évolution de +7,89 % par rapport à 2016 (Doubs : +1,88 %, France hors Mayotte : +2,11 %).
| 1793 | 1800 | 1806 | 1821 | 1831 | 1836 | 1841 | 1846 | 1851 |
| ---- | ---- | ---- | ---- | ---- | ---- | ---- | ---- | ---- |
| 134  | 247  | 136  | 147  | 162  | 175  | 180  | 167  | 181  |

| 1856 | 1861 | 1866 | 1872 | 1876 | 1881 | 1886 | 1891 | 1896 |
| ---- | ---- | ---- | ---- | ---- | ---- | ---- | ---- | ---- |
| 183  | 196  | 169  | 173  | 185  | 176  | 166  | 127  | 130  |

| 1901 | 1906 | 1911 | 1921 | 1926 | 1931 | 1936 | 1946 | 1954 |
| ---- | ---- | ---- | ---- | ---- | ---- | ---- | ---- | ---- |
| 127  | 127  | 140  | 131  | 111  | 103  | 109  | 121  | 117  |

| 1962 | 1968 | 1975 | 1982 | 1990 | 1999 | 2004 | 2006 | 2009 |
| ---- | ---- | ---- | ---- | ---- | ---- | ---- | ---- | ---- |
| 108  | 88   | 94   | 103  | 92   | 75   | 84   | 84   | 88   |

| 2014 | 2019 | 2022 | - | - | - | - | - | - |
| ---- | ---- | ---- | - | - | - | - | - | - |
| 110  | 119  | 123  | - | - | - | - | - | - |

## Lieux et monuments
- L'église Saint-Georges-d'Eysson avec son chevet roman du XIIe siècle, le reste de l'église est daté de 1790. Elle possède plusieurs éléments recensés dans la base Palissy : boiseries de l'atelier des frères Poyard de Vercel, retables, antependium, confessionnal, chaire à prêcher.
- Les fontaines restaurées.
- La source de l'Audeux située au nord du village au fond d'une vallée boisée.
- Le pont sur l'Audeux du XVIIIe siècle qui a été consolidé.

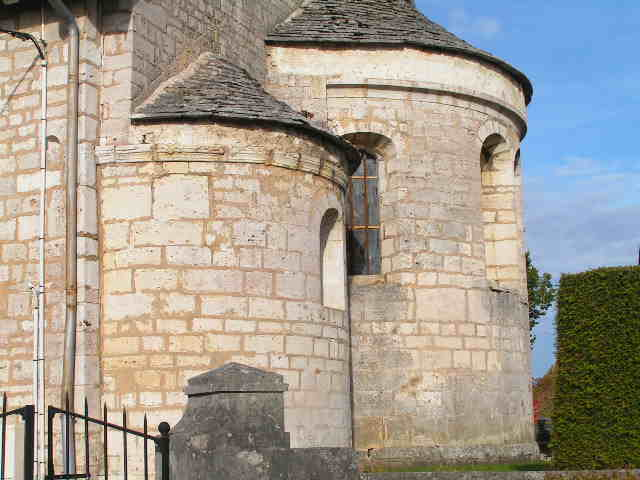
Chevet de Saint-Georges-d'Eysson (XIIe siècle).
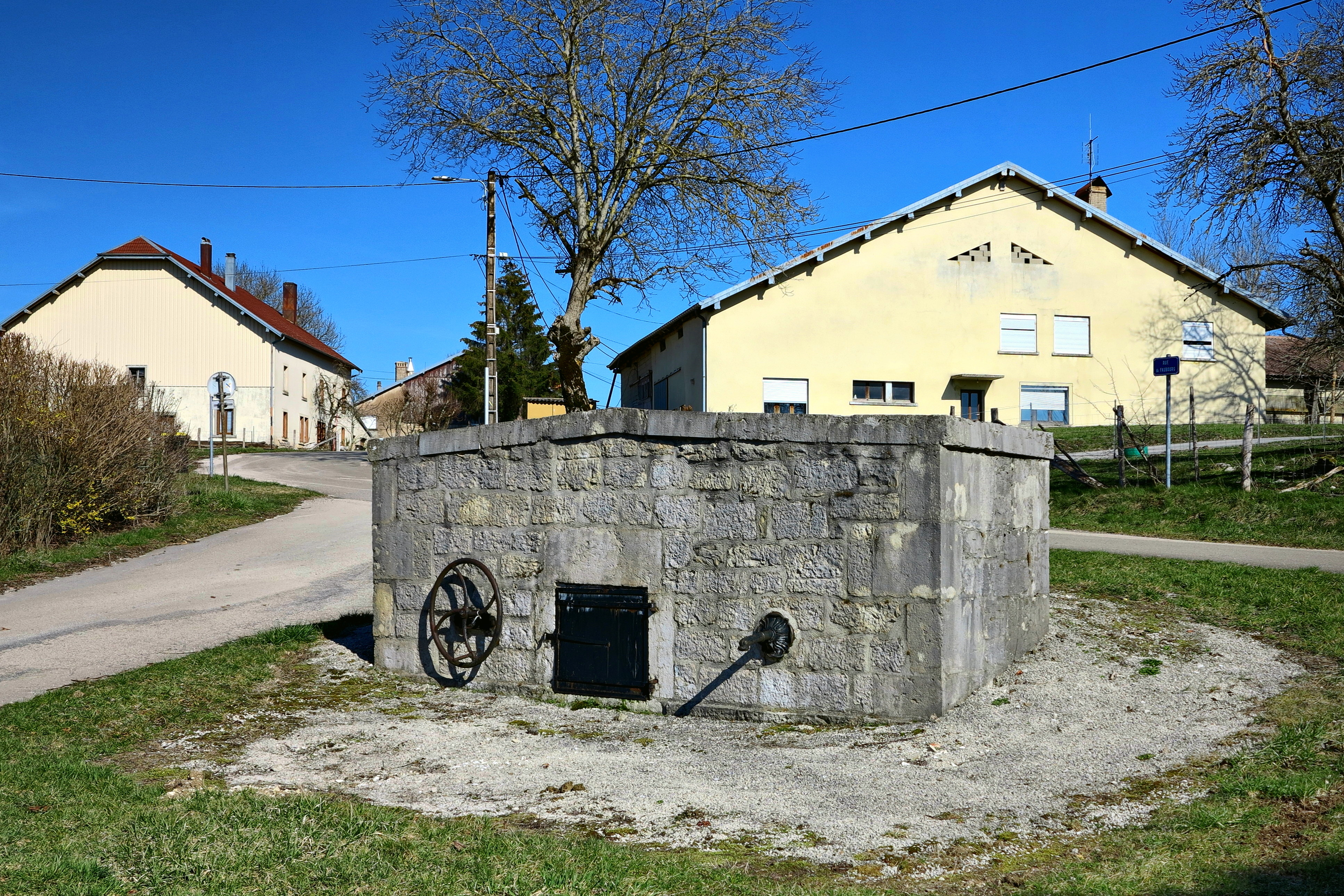
La fontaine rue de Creuse.
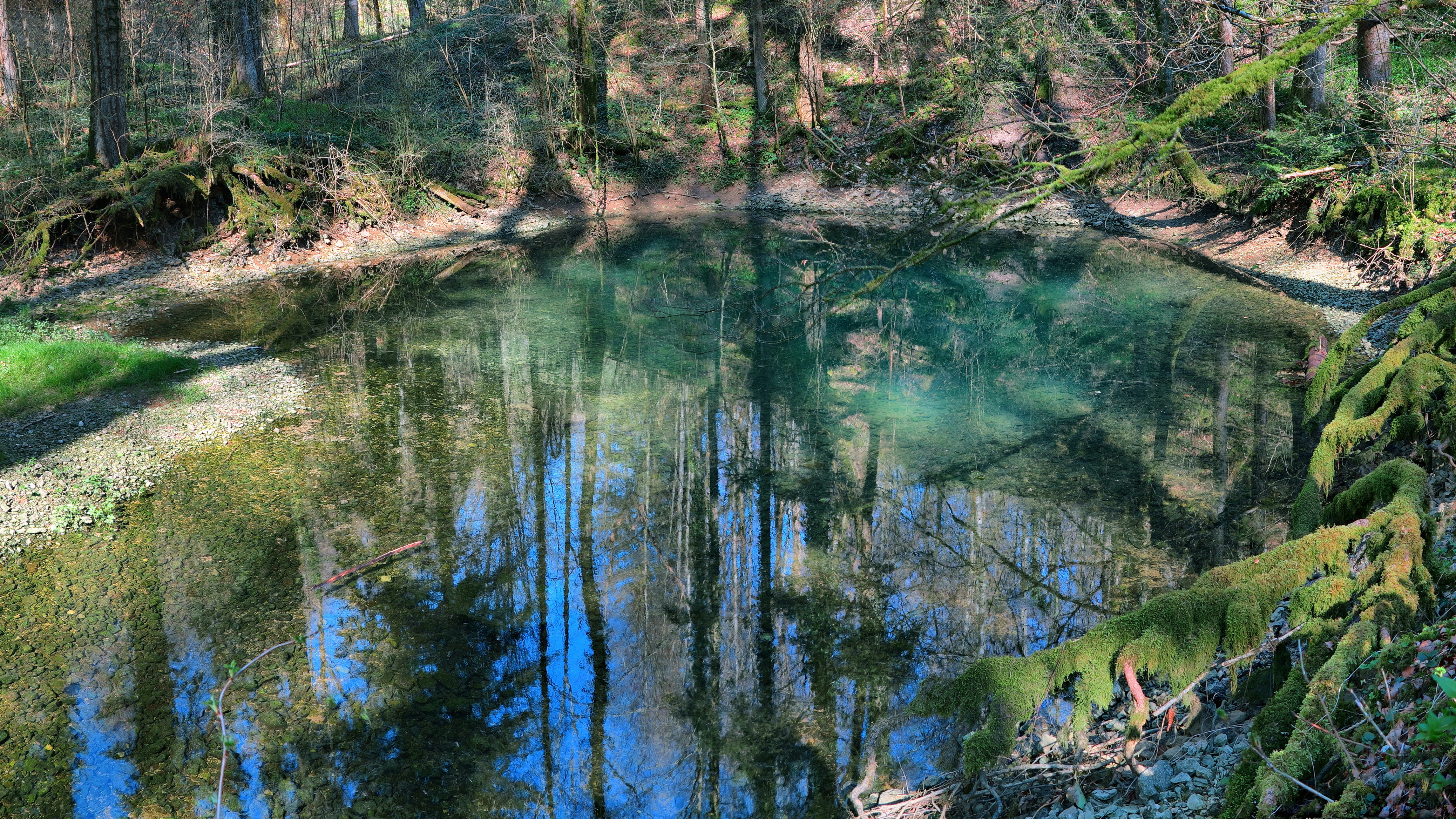
La source de l'Audeux.
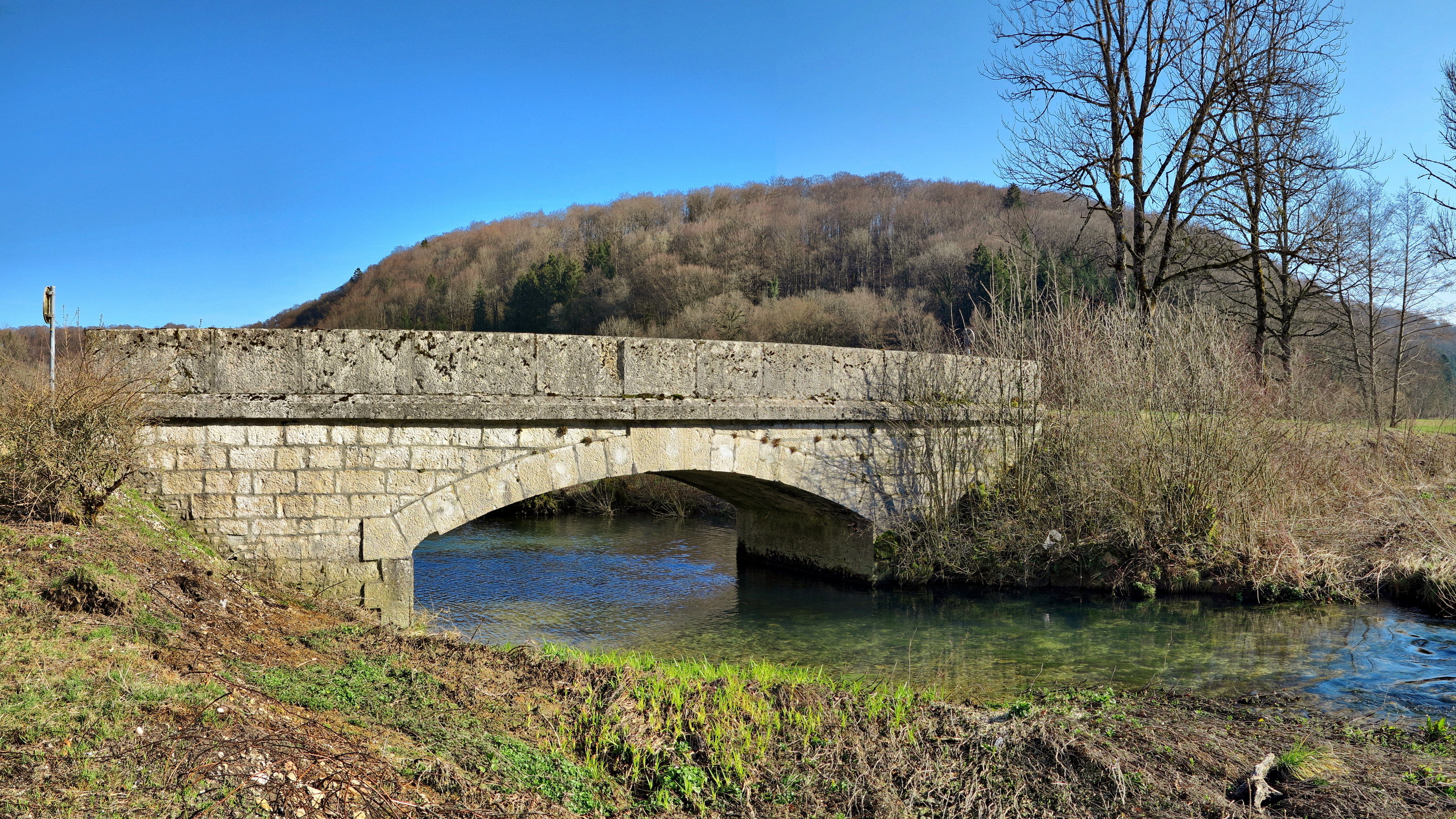
Le pont sur l'Audeux au moulin de Creuse.